# Juan Hernández Saravia
Juan Hernández Saravia (1880, Ledesma, Espagne - 3 mai 1962, Mexico, Mexique) était un officier espagnol de haut rang des forces Républicaines espagnoles pendant la Guerre d'Espagne.

## Biographie
Juan Hernández Saravia est né dans une famille bourgeoise, et a continué une tradition familiale en s'inscrivant à l'école d'artillerie en 1897. Il s'oppose au dictateur Miguel Primo de Rivera et fut le chef du personnel militaire du Président Manuel Azaña avant de devenir en août 1936, le Ministre de la Guerre. Il est démis de ses fonctions peu de temps après, en septembre 1936, avec la défaite de la bataille de Talavera de la Reina.
En 1937, il est nommé Commandant de l'Armée républicaine du Levant et participe en tant qu'un des chefs des républicains à la bataille de Teruel. En décembre 1937, il est promu général. Il commanda par la suite les forces gouvernementales à la bataille de l'Èbre puis les forces républicaines pendant l'Offensive de Catalogne mais à la fin de la guerre il fut rejeté pour "défaitisme".
Avec la chute du gouvernement, il s'exile en France puis à Mexico, où il meurt le 3 mai 1962.

### Sources et bibliographie
- (es)/(en) Cet article est partiellement ou en totalité issu des articles intitulés en espagnol « Juan Hernández Saravia » (voir la liste des auteurs) et en anglais « Juan Hernández Saravia » (voir la liste des auteurs).
- Hugh Thomas, The Spanish Civil War, Penguin Books, Londres, 2001 : p. 307, 363, 750, 845 et 858.
- Antony Beevor, The Battle for Spain. The Spanish Civil War, 1936-1939, Penguin Books, Londres, 2006 : p. 319.